# André Boman
André Boman, né le 15 novembre 2001 en Suède, est un footballeur international suédois qui joue au poste de milieu central au Halmstads BK.

## Biographie

### En club
Né en Suède, André Boman est formé par le Lilla Träslövs FF (en) avant de rejoindre le Varbergs BoIS en janvier 2018. Après avoir joué pour l'équipe des U19 du club, il est intégré à l'équipe première début 2019, signant un premier contrat professionnel en mars, en étant par la même occasion promu définitivement en équipe première. 
Le 20 juillet 2019, Boman joue son premier match en professionnel, à l'occasion d'une rencontre de Superettan, la deuxième division suédoise, face au Dalkurd FF. Il entre en jeu à la place d'Erion Sadiku (en) et son équipe s'incline par un but à zéro.
Il participe à sa première rencontre d'Allsvenskan lors de la saison 2020 face au Malmö FF le 29 novembre 2020. Il entre en jeu à la place de Robin Tranberg (en) et son équipe l'emporte par trois buts à deux.
Le 29 septembre 2021, André Boman prolonge son contrat au Varbergs BoIS jusqu'en décembre 2026. 
En janvier 2023, André Boman rejoint l'IF Elfsborg. Le transfert est annoncé le 20 décembre 2022 et il signe un contrat courant jusqu'en décembre 2027,.

### En sélection
André Boman honore sa première sélection avec l'équipe nationale de Suède le 9 janvier 2023 contre la Finlande. Il est titularisé au poste d'arrière droit et son équipe l'emporte par deux buts à zéro,,.